# John Eke
John Eke (né le 12 mars 1886 - mort le 11 juillet 1964) est un ancien athlète suédois spécialiste du cross-country. 

## Palmarès

### Jeux olympiques d'été
- Athlétisme aux Jeux olympiques de 1912 à Stockholm,  Suède
  -  Médaille de bronze du cross-country individuel
  -  Médaille d'or du cross-country par équipes